# پاتریک فیلیپس
پاتریک فیلیپس (انگلیسی: Patrick Phillips؛ زادهٔ ۳۰ ژوئیهٔ ۱۹۷۰) شاعر، استاد اهل ایالات متحده آمریکا است.
وی همچنین برندهٔ جوایزی همچون برنامه فولبرایت و کمک‌هزینه گوگنهایم شده‌است.